# كو سان
كو سان (بالكورية: 고산)‏ (و. 1976  م) هو رائد فضاء كوري جنوبي، ولد في بوسان.

## التعليم
تعلم في جامعة سول الحكومية.